# وليد علاطي
وليد علاطي (1 أغسطس 1991)، هو لاعب كرة قدم جزائري.

## المسيرة
في عام 2019، وقع وليد العلاطي عقدًا لمدة عامين مع نادي مولودية الجزائر. في 2021، انضم إلى نادي مولودية وهران. في 2022، انضم إلى نادي مولودية البيض.
في يونيو 2024، عُيّن مناجيرًا عامًا لنادي مولودية البيض.

## روابط خارجية
هذه المقالة غير مرتبط بويكي بيانات